# بی. هیک اند سانز
بی. هیک اند سانز (انگلیسی: B. Hick and Sons) شرکت صنایع سنگین بریتانیایی است، که در سال ۱۸۳۳ تأسیس شد.